# Nekrolog 1606
Nekrolog
◄◄
| ◄
| 1602
| 1603
| 1604
| 1605
| 1606 | 1607 | 1608 | 1609 | 1610 | ► | ►►
Weitere Ereignisse | Allgemeiner Nekrolog 1606
Die Beschreibung der verstorbenen Person sollte so kurz wie möglich gehalten sein und nur deren signifikante Tätigkeit(en) enthalten.
Neue Namen ggf. auch unter dem Geburts- und Sterbedatum, also etwa unter 1. Januar und im Geburts- und Sterbejahr (2024) eintragen (nur bei entsprechender großer Wichtigkeit). Für Beispiele siehe die schon vorhandenen Artikel.
Außerdem über die fünf zuletzt Verstorbenen, zu denen es einen ausreichend guten Artikel für eine Präsentation auf der Hauptseite gibt, nach der todesbedingten Überarbeitung der Artikel ggf. auch unter Wikipedia Diskussion:Hauptseite informieren und sie am besten auch in den anderen Wikipedia-Sprachversionen eintragen. Tipp: Regelmäßig bei news.google.de nach „ist tot“, „gestorben“ oder „verstorben“ suchen.
Wenn eine Person gestorben ist, gibt es viele Seiten zu dieser Person in der Wikipedia, die davon auch betroffen sind und entsprechend aktualisiert werden müssen. Beispiele: Namenübersichtsseite, Geburtsjahr, Geburtsort-Seiten und viele mehr.
Wie finde ich die betroffenen Seiten?
Im Suchfeld auf der linken Seite gibt man den Suchbegriff so ein: „Vorname Nachname“. Dann klickt man auf Volltext und alle Seiten mit entsprechendem Suchtext werden aufgerufen. Hier sieht man dann schnell, wo auch das Todesjahr Sinn macht oder sogar ein Teil des Artikels angepasst werden muss. Auch hilft das „Werkzeug“ auf der linken Seite sehr gut, um solche Seiten aufzufinden: „Links auf diese Seite“. Somit ist die Wikipedia wieder aktuell in allen Bereichen! Hinweis: bei Eintragung der Kategorie „Gestorben JAHR“ wird der Missbrauchsfilter 49 ausgelöst, was jedoch nicht schlimm ist. Siehe: Spezial:Missbrauchsfilter/49
Dies ist eine Liste von im Jahr 1606 verstorbenen bekannten Persönlichkeiten. Die Einträge erfolgen innerhalb der einzelnen Daten alphabetisch sortiert. Tiere sind im Nekrolog für Tiere zu finden.

## Januar
| Tag        | Name                                      | Beruf, bekannt als                                                                  | Alter | Beleg |
| ---------- | ----------------------------------------- | ----------------------------------------------------------------------------------- | ----- | ----- |
| 7. Januar  | Simon Weinmann der Ältere                 | Bürgermeister von Heilbronn                                                         |       |       |
| 8. Januar  | Lorenz Rhodomann                          | deutscher Pädagoge, lutherischer Theologe, Historiker und Philologe                 | 59    |       |
| 11. Januar | Arnold II. (IV.) von Bentheim-Tecklenburg | Graf von Bentheim, Tecklenburg, Steinfurt und Limburg, Herr von Rheda               |       |       |
| 17. Januar | Heinrich IV.                              | letzter Graf von Sayn-Sayn                                                          |       |       |
| 20. Januar | Sibylle Elisabeth von Württemberg         | Prinzessin von Württemberg, durch Heirat Kurfürstin von Sachsen                     | 21    |       |
| 29. Januar | Caspar Lagus                              | Jurist und Rechtsprofessor                                                          |       |       |
| 30. Januar | Benedikt von Ahlefeldt                    | Amtmann von Steinburg; Marschall und Träger des Dannebrog- und des Elefanten-Ordens |       |       |
| 31. Januar | Guy Fawkes                                | katholischer Attentäter                                                             | 35    |       |

## Februar
| Tag         | Name                       | Beruf, bekannt als                                         | Alter | Beleg |
| ----------- | -------------------------- | ---------------------------------------------------------- | ----- | ----- |
| 1. Februar  | Guillaume Costeley         | französischer Organist und Komponist                       |       |       |
| 9. Februar  | Balthasar Wurer            | Weihbischof von Konstanz                                   |       |       |
| 10. Februar | Gaspar de Zúñiga y Acevedo | Vizekönig von Neuspanien und Peru                          |       |       |
| 13. Februar | Marcus zum Lamm            | deutscher Jurist und Kurpfälzer Kirchenrat                 | 61    |       |
| 24. Februar | Joachim Roell              | Abt von Hersfeld                                           |       |       |
| 25. Februar | Erasmus Braun              | deutscher Bildhauer, Bamberger und Bayreuther Hofbildhauer |       |       |

## März
| Tag      | Name                            | Beruf, bekannt als                                         | Alter | Beleg |
| -------- | ------------------------------- | ---------------------------------------------------------- | ----- | ----- |
| 2. März  | Martin Moller                   | deutscher Mystiker und Kirchenlieddichter                  | 58    |       |
| 5. März  | Georg Marius                    | deutscher Mediziner                                        |       |       |
| 6. März  | Zbynko Berka von Duba und Leipa | Erzbischof von Prag                                        |       |       |
| 7. März  | Bogislaw XIII.                  | Herzog von Pommern                                         | 61    |       |
| 9. März  | Helias Putschius                | niederländischer Dichter, Philologe und Historiker         | 25    |       |
| 11. März | Laurentius Finckelthaus         | deutscher Dichterjurist und Syndicus der Hansestadt Lübeck |       |       |
| 13. März | Levinus Hulsius                 | Notar, Autor und Verleger                                  |       |       |
| 15. März | Balthasar von Dernbach          | Fürstabt des Hochstifts Fulda                              |       |       |
| 23. März | Justus Lipsius                  | niederländischer Rechtsphilosoph und Philologe             | 58    |       |
| 23. März | Toribio de Mogrovejo            | spanischer Missionar und zweiter Erzbischof von Lima       | 67    |       |
| 25. März | Yagyū Muneyoshi                 | japanischer Schwertkämpfer und Hyōdo                       |       |       |

## April
| Tag       | Name                                  | Beruf, bekannt als                | Alter | Beleg |
| --------- | ------------------------------------- | --------------------------------- | ----- | ----- |
| 2. April  | Jakob Lindner                         | deutscher Pädagoge                |       |       |
| 3. April  | Charles Blount, 1. Earl of Devonshire | englischer Vizekönig von Irland   |       |       |
| 8. April  | Karl II.                              | Graf von Hohenzollern-Sigmaringen | 59    |       |
| 10. April | Wolf Ernst zu Stolberg                | deutscher Politiker               | 59    |       |
| 14. April | Joachim Scheel                        | schwedischer Reichsadmiral        |       |       |
| 18. April | Eilard von der Hude                   | deutscher Chronist                |       |       |

## Mai
| Tag     | Name                              | Beruf, bekannt als                                       | Alter | Beleg |
| ------- | --------------------------------- | -------------------------------------------------------- | ----- | ----- |
| 3. Mai  | Henry Garnet                      | englischer Jesuit                                        |       |       |
| 4. Mai  | Hans von Khevenhüller-Frankenburg | kaiserlicher Gesandter und Botschafter am Spanischen Hof | 68    |       |
| 17. Mai | Pjotr Fjodorowitsch Basmanow      | russischer Militärführer unter Zar Boris Godunow         |       |       |
| 18. Mai | Wolfgang Amling                   | deutscher reformierter Theologe und Konfessionalist      | 64    |       |
| 23. Mai | Agostino Valier                   | italienischer Kardinal der Römischen Kirche              | 75    |       |
| 26. Mai | Diego Núñez de Avendaño           | spanischer Jurist, vorübergehend Vizekönig von Peru      |       |       |
| 27. Mai | Pseudodimitri I.                  | russischer Zar (1605–1606)                               |       |       |
| 30. Mai | Arjan Dev                         | fünfter Guru der Sikhs                                   | 43    |       |
| Mai     | Arthur Golding                    | englischer Übersetzer                                    |       |       |

## Juni
| Tag      | Name                         | Beruf, bekannt als                                                                     | Alter | Beleg |
| -------- | ---------------------------- | -------------------------------------------------------------------------------------- | ----- | ----- |
| 9. Juni  | Erhard Cellius               | deutscher Historiker, Hochschullehrer und Verleger                                     | 60    |       |
| 10. Juni | Heinrich Papenburger         | deutscher lutherischer Theologe und Generalsuperintendent der Generaldiözese Calenberg |       |       |
| 18. Juni | Joachim Strupp               | deutscher Mediziner und Fachbuchautor                                                  | 76    |       |
| 20. Juni | Christoph Gruner             | deutscher lutherischer Theologe                                                        | 54    |       |
| 26. Juni | John Knight                  | englischer Seefahrer                                                                   |       |       |
| 28. Juni | Albert Voit                  | deutscher Pädagoge und Literaturwissenschaftler                                        |       |       |
| 30. Juni | Johann Müller von Mühlenfels | deutscher Alchemist                                                                    |       |       |

## Juli
| Tag     | Name               | Beruf, bekannt als                       | Alter | Beleg |
| ------- | ------------------ | ---------------------------------------- | ----- | ----- |
| 2. Juli | Matthäus Ackermann | kursächsischer Beamter                   |       |       |
| 7. Juli | Christoph          | Herzog von Braunschweig-Lüneburg-Harburg | 35    |       |

## August
| Tag        | Name                | Beruf, bekannt als | Alter | Beleg |
| ---------- | ------------------- | --- | ----- | ----- |
| 6. August  | Ottaviano Nonni     | italienischer Architekt |       |       |
| 12. August | Jacob Reiner        | deutscher Komponist und Kapellmeister                                                                                        | ≈47   |       |
| 17. August | David Fleischmann   | deutscher Pfarrer |       |       |
| 19. August | Johann Jakob Rüeger | Schaffhauser Pfarrer und Chronist                                                                                            | 58    |       |
| 23. August | Jörg Enzberger      | herzoglich württembergischer Hofmeier in Frauenzimmern                                                                       |       |       |
| 29. August | Andreas Planer      | deutscher Arzt und Philosoph, Professor der Logik, Metaphysik und Medizin in Straßburg und Tübingen sowie Rektor in Tübingen |       |       |

## September
| Tag           | Name                               | Beruf, bekannt als                                          | Alter | Beleg |
| ------------- | ---------------------------------- | ----------------------------------------------------------- | ----- | ----- |
| 9. September  | Leonhard Lechner                   | Südtiroler Komponist                                        |       |       |
| 11. September | Karel van Mander                   | niederländischer Maler; Verfasser des Buches Schilder-Boeck | 58    |       |
| 24. September | Jacob Madsen Vejle                 | dänischer evangelischer Bischof                             | 68    |       |
| 27. September | William Douglas, 6. Earl of Morton | schottischer Adliger                                        |       |       |
| 28. September | Nicolaus Taurellus                 | Mediziner, Philosoph und Physiker                           | 58    |       |

## Oktober
| Tag         | Name                  | Beruf, bekannt als | Alter | Beleg |
| ----------- | --------------------- | --- | ----- | ----- |
| 5. Oktober  | Philippe Desportes    | Abt und französischer Dichter |       |       |
| 5. Oktober  | Karl von Herberstorff | Vertreter des Protestantismus im steirischen Raum um Radkersburg und im benachbarten ungarischen Gebiet des Eisenburger Komitats | 58    |       |
| 10. Oktober | Jakob Kotze           | deutscher Adeliger, sächsischer Ritter                                                                                           |       |       |
| 15. Oktober | Jan Vermeyen          | flämischer Goldschmied |       |       |
| 18. Oktober | Johann VI.            | Graf von Nassau-Dillenburg | 69    |       |
| 27. Oktober | Bernhard Tegge        | deutscher Jurist und Hamburger Ratssekretär                                                                                      |       |       |
| 28. Oktober | Adolf Occo            | deutscher Mediziner | 82    |       |

## November
| Tag          | Name               | Beruf, bekannt als                                          | Alter | Beleg |
| ------------ | ------------------ | ----------------------------------------------------------- | ----- | ----- |
| 12. November | Matthäus Ludecus   | Domdechant in Havelberg                                     | 89    |       |
| 14. November | Melchior Lussi     | Schweizer Staatsmann                                        |       |       |
| 15. November | Erasmus Habermehl  | Uhrmacher und Verfertiger von astronomischen Instrumenten   |       |       |
| 22. November | Henry Billingsley  | englischer Kaufmann, Bürgermeister und Mathematikhistoriker |       |       |
| 24. November | Johann von Efferen | Herr der Herrlichkeit Stolberg und Burg Stolberg            |       |       |
| November     | John Lyly          | englischer Schriftsteller                                   |       |       |

## Dezember
| Tag          | Name               | Beruf, bekannt als                    | Alter | Beleg |
| ------------ | ------------------ | ------------------------------------- | ----- | ----- |
| 6. Dezember  | Christian Beckmann | deutscher Theologe, Dozent und Lehrer |       |       |
| 19. Dezember | Georg Becht        | Bürgermeister von Heilbronn           |       |       |
| 29. Dezember | Stephan Bocskai    | reformierter Fürst in Siebenbürgen    | 49    |       |
| 30. Dezember | Heinrich Bünting   | evangelischer Theologe und Chronist   |       |       |

## Datum unbekannt
| Tag | Name                     | Beruf, bekannt als                                                                                 | Alter | Beleg |
| --- | ------------------------ | -------------------------------------------------------------------------------------------------- | ----- | ----- |
|     | Jacques d’Amboise        | französischer Chirurg                                                                              |       |       |
|     | Tiziano Aspetti          | italienischer Bildhauer                                                                            |       |       |
|     | Laurens Bicker           | Entdeckungsreisender, Händler                                                                      |       |       |
|     | Juan de Borja y Castro   | spanischer Diplomat                                                                                |       |       |
|     | Giovanni Andrea Doria    | Oberbefehlshaber über die im spanischen Dienste stehende genuesische Flotte                        |       |       |
|     | Jakob Eschay             | Augsburger Stadtbaumeister                                                                         |       |       |
|     | Paolo Farinato           | italienischer Maler und Architekt                                                                  |       |       |
|     | Clemens von Gadendorp    | königlicher Geheimer Rat, Landrat und Amtmann von Aabenraa                                         |       |       |
|     | Elias Gunzenhäuser       | deutscher Zimmermann und Baumeister                                                                |       |       |
|     | Johann Hundertossen      | deutscher Baumeister                                                                               |       |       |
|     | Johann von Krakau        | deutscher Domherr und Domdekan des Naumburger Doms                                                 |       |       |
|     | Martín Ignacio de Loyola | spanischer Franziskaner und Missionar                                                              |       |       |
|     | Girolamo Mercuriale      | italienischer Arzt                                                                                 |       |       |
|     | Johann Moller            | Hamburger Oberalter                                                                                |       |       |
|     | Nicholas Owen            | Maurer, Laienbruder der Jesuiten, Märtyrer                                                         |       |       |
|     | ʿAlī al-Qārī             | islamischer Rechtsgelehrter (fuqaha) der Hanafitischen Rechtsschule im Osmanischen Reich           |       |       |
|     | Jacob Ramminger          | württembergischer Schreiber, Kartograph, Bauer von Sonnenuhren und mathematischen Messinstrumenten | 71    |       |
|     | Engel Reimers            | Frau, die aufgrund des Vorwurfs der Hexerei hingerichtet wurde                                     |       |       |
|     | Wolf Rumpf               | Obersthofkämmerer und Obersthofmeister Rudolf II.                                                  |       |       |
|     | Tiburzio Spannocchi      | italienischer Architekt und Ingenieur                                                              |       |       |
|     | Emanuel Sweerts          | niederländischer Pflanzenhändler                                                                   |       |       |
|     | Jan Trojan Turnovský     | tschechischer Komponist                                                                            |       |       |
|     | Johann Willenbrock       | deutscher Mediziner                                                                                |       |       |